# Christian Pescheck (Rechenmeister)

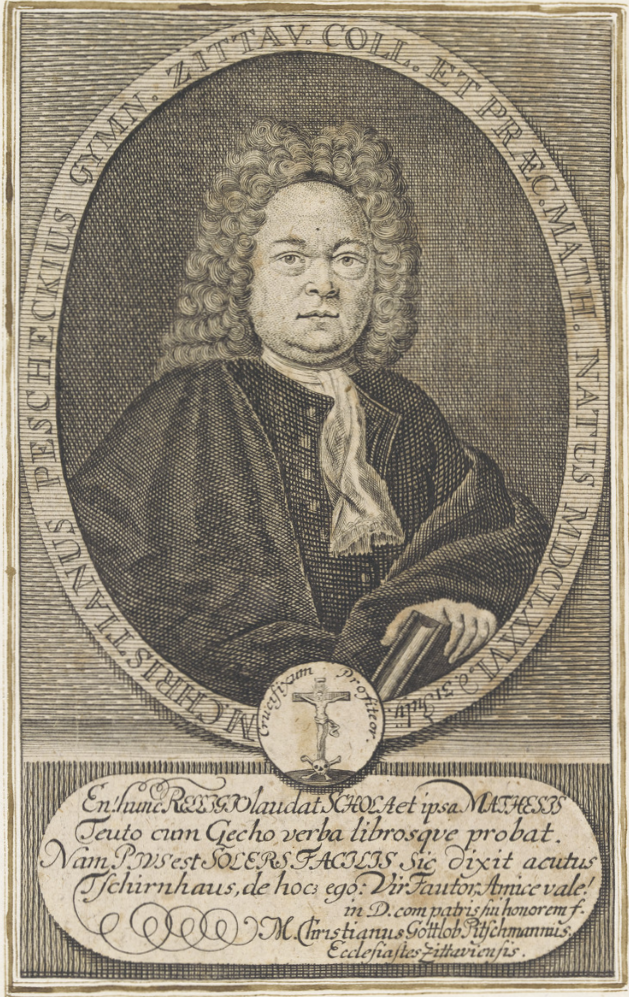
Bildnis des Christianus Pescheckius (bei Johann Benjamin Brühl)

Christian Pescheck (* 31. Juli 1676 in Königgrätz; † 25. Oktober 1744 in Zittau) war ein Mathematiklehrer, Astronom und Schriftsteller. Besondere Bekanntheit erlangte er durch die Veröffentlichung zahlreicher populärer Rechenbücher. Die Bedeutung seiner mathematischen Publikationen spiegelt sich in der Reflexion seiner Arbeit als Rechenmeister wider.

## Leben
Pescheck, der sich in seinen tschechischsprachigen Publikationen Krystian oder Kristián Pešek schrieb, entstammte einer protestantischen Familie aus Ostböhmen. Sie gehörten zu den vielen Exulanten, die sich ihres Glaubens wegen im protestantischen Sachsen niederließen. Sein Vater war Christoph Pescheck, sein Bruder Johann Christoph Pescheck, Musiker in Dresden. Er selbst war dreimal verheiratet. Ein Sohn aus der ersten Ehe mit Anna Eleonora Köhler starb früh. Aus der zweiten Ehe mit Maria Elisabeth Hacke ging der spätere Buchdrucker Johann Christian (1709–1730) hervor. Die Hauptlinie der für Zittau so bedeutenden Familie setzte sich aber erst mit den jüngsten Söhnen der dritten Ehe mit Maria Magdalena Mücke fort, dem Advokaten Christian August (1721–1747) und vor allem dem späteren Pfarrer Christian Friedrich (1724–1789), Vater von Christian Adolph (1752–1826) und Christian August (1760–1833). Pescheck beendete 1690 die Schule und war dann als Schreiber in Zittau tätig. Nachdem er eine Studienreise im Königreich Ungarn unternommen hatte, nahm Pescheck 1698 ein Theologiestudium in Wittenberg auf. Die Lobpreisschrift eines Freundes datiert seinen akademischen Titel auf den 30. April 1707, in der Namensform Peschek.

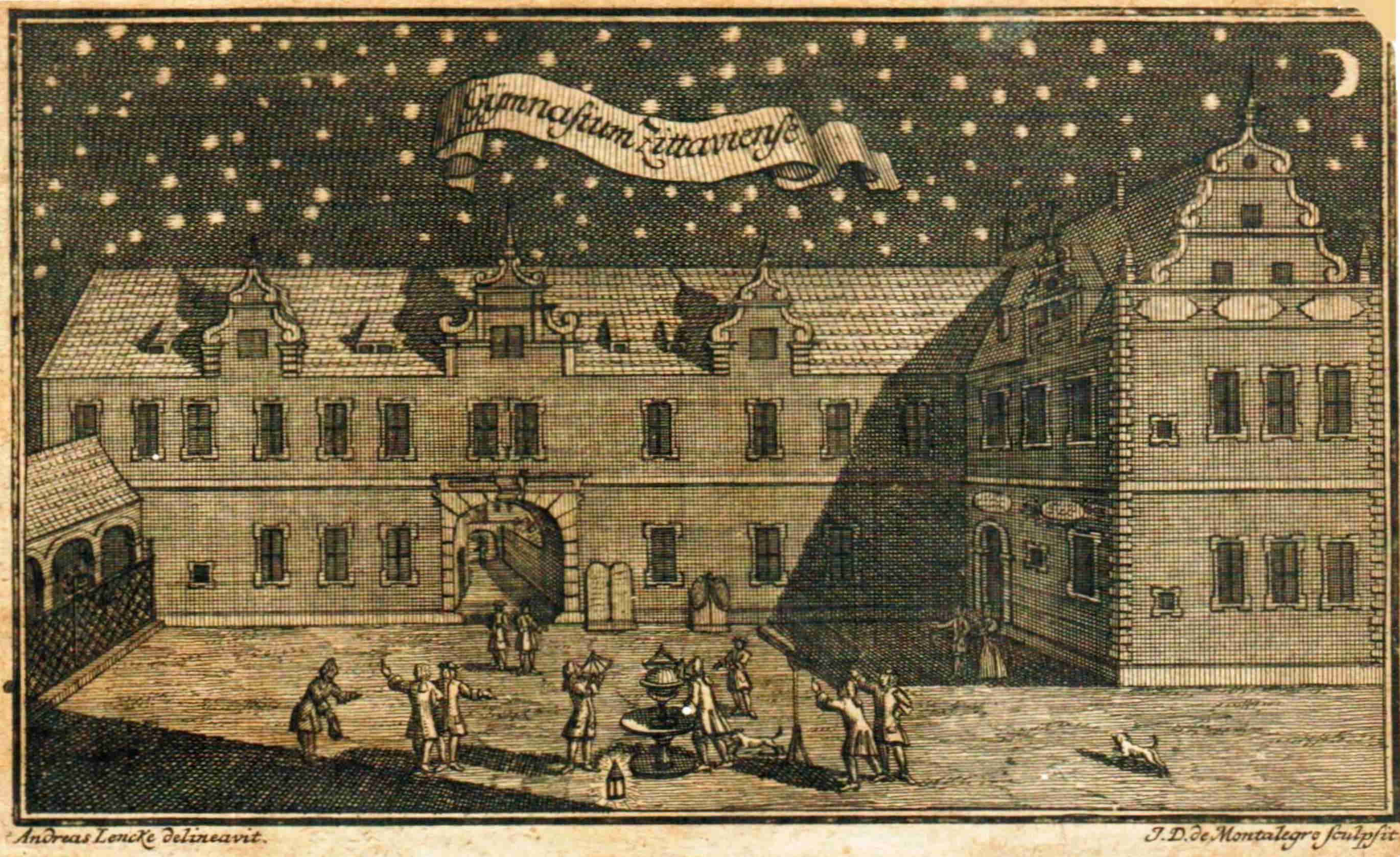
Astronomische Beobachtungen am alten Zittauer Gymnasium um 1729

Ab 1704 öffentlicher Lehrer der mathematischen Wissenschaften am Gymnasium in Zittau, befasste sich der Magister Pescheck auch mit Astronomie, Geologie und der Dichtkunst und publizierte auf Deutsch, Latein und Tschechisch. So erwähnt sein Urenkel Christian Adolf Pescheck mehrere Gedichte „in böhmischer Sprache“ aus dem Nachlass seines Urgroßvaters. Auch in regionale Gesangbücher fanden einige Dichtungen Eingang. Christian Peschecks weit verbreitete und noch lange nach seinem Tod aufgelegten mathematischen Werke brachten ihm den Ruf eines „Rechenmeisters“ ein. Er steht damit in der Tradition der großen sächsischen Rechenmeister des 16. Jahrhunderts wie Adam Ries und Petrus Apianus – die 8. Auflage des Brockhaus Conversations-Lexikons führt die sprichwörtliche Zuverlässigkeit von Pescheks (sic!) Berechnungen an (nach „Adam Riese und Pescheck“). Otto Kämmel schreibt in seinem ADB-Artikel über den damaligen Zittauer Rektor G. P. Müller Folgendes: „Wer directer noch für das praktische Leben sich vorbereiten wollte, der konnte den mathematischen Unterricht des berühmten Rechenmeisters Christian Pescheck … benutzen.“ Johann Georg Palitzsch, der Wiederentdecker des Halleyschen Kometen, benutzte Peschecks „Vorhof der Sternwissenschaft“ als Lehrbuch für sein Selbststudium. Dank seiner konstruktiven Zusammenarbeit mit Christian Weise war das Zittauer Gymnasium seinerzeit auch ein wichtiges Bindeglied in den sächsisch-böhmischen Beziehungen. Durch den Schmuggel von – in Zittau auf Deutsch und Tschechisch gedruckten – Schriften nach Böhmen, die überwiegend religiösen Charakter hatten, umgingen Pescheck und andere protestantische Emigranten das dortige, vor allem von den Jesuiten überwachte, Druckverbot häretischer Bücher infolge der Gegenreformation; Zusammenhänge mit Sporcks Interesse am Jansenismus im selben Zeitraum sind wahrscheinlich.

## Werke (Auswahl)
Die teilweise recht langen barocken Titel wurden beim Bibliographieren teilweise gekürzt. Es handelt sich dabei nicht unbedingt um die Erstausgabe des jeweiligen Werkes.
- Christian Peschecks Arithmetischer Informator. Lauban: Schill, o. J.
- M. Christian Peschecks, des Zittauischen Gymn. Collegae, Fortsetzung der Rechen-Kunst, darinnen Tara und Fusti-Rechnung. Budissin: David Richter, 1701.
- Die drey Haupt-Puncte Der höchstnützlichen Regel Detri in Gebrochenen Zahlen. Görlitz: J. G. Laurentius, 1707.
- M. Christian Peschecks/ des Zittauischen Gymn. Collegae Vorhoff der Rechen-Kunst. Görlitz: Laurentius, 1711. (eine spätere Auflage erschien 1768 bei J. C. Drachstedt in Budissin und Leipzig, die neunte 1786 bei J. C. Stremel in Zittau)
- Christian Peschecks anfahender Rechen-Schüler. Zittau: Schöps, 1714.
- Die so genannte italiän- oder welsche Practica, eigentlich aber: teutsche kurtze Rechnungs-Art. Görlitz: Laurentius, 1714.
- Vorhoff der Meß-Kunst : darinnen die Anfangs-Gründe dieser edlen Wissenschaft. Budissin: Richter, 1721. (2., erweiterte Auflage 1743 als Vorhof der Mäß-Kunst)
- Allen dreyen Haupt-Ständen nöthige Rechen-Stunden. Zittau, 1725.
- Kurtzgefaßte Specification derer mathematischen Wissenschaften, welche auf Anordnung E. … Raths bey dem Zittauischen Gymnasio … dociret werden. Zittau: Hartmann, 1727.
- M. Christian Peschecks … Vorhof der Stern=Wissenschafft oder Astronomiae. Budissin: Richter, 1729.
- Christian Peschecks rechnender Feldmesser. Budissin: Richter, 1730.
- M. Christian Peschecks … Vorhof der So[n]en-Uhr-Kunst. Budissin: Richter, 1733.
- Geographischer Haupt Schlüssel. Bautzen: Richter, 1735.